# Кисневий баланс
Кисне́вий бала́нс — у вибуховій справі — співвідношення між вмістом кисню у складі вибухової речовини (ВР) та його кількістю, необхідною для повного окиснення горючих компонентів до їх вищих оксидів у процесі вибухового перетворення. Кисневий баланс промислових ВР є важливою характеристикою, яка визначає склад отруйних газів, що утворюються під час вибуху. Розрізняють позитивний, негативний та нульовий кисневий баланс. При вибуху ВР з позитивним кисневим балансом (надлишком кисню) виділяються токсичні оксиди азоту, з негативним кисневим балансом (браком кисню) — оксид вуглецю і вуглець. Тому для підземних робіт допускають промислові ВР з нульовим або близьким до нуля кисневим балансом. Для ВР, які застосовуються на відкритих вибухових роботах, значення кисневого балансу є менш суттєвим.
Кисневий баланс деяких ВР:
Амоніт скельний № 1: (-0,79)  %
Амонал: (+0,18) %
Гексоген: (−21,5) %
Нітрогліцерин: (+3,5) %
2,4,6-тринітротолуол (тротил): (−74,0) %
Етиленглікольдінітрат (ЕГДН): (0,0) %